# Wingersheim
Wingersheim (prononcé [viŋərsajm]) est un ancien village de la plaine d'Alsace située à 17,5 km au nord-ouest de Strasbourg dans le département du Bas-Rhin, en région Grand Est.
Cette commune se trouve dans la région historique et culturelle d'Alsace. Depuis le 1er janvier 2016, Wingersheim est une commune déléguée de la commune nouvelle de Wingersheim les Quatre Bans.
Ses habitants sont appelés les Wingersheimois. En 2013, la population légale est de 1 173 habitants.

## Géographie

### Localisation
Wingersheim est située à 25,8 km au nord-ouest de Strasbourg, non loin de Hochfelden (6,3 km). Wingersheim se situe à la limite Nord-Est du Kochersberg près de Brumath (5,6 km) et de Mommenheim (4,1 km).

### Hydrographie
Le ban communal est traversé au nord par le canal de la Marne au Rhin et la Zorn.

## Histoire
Les plus anciennes traces d'occupation humaine sur le ban de Wingersheim remontent à une période de l'âge du bronze final. Des tombes plates d'incinération, découvertes au début du XXe siècle dans la sablière Lehmann, permettent de dater cette présence de Protoceltes entre 1000 et 900 ans avant Jésus-Christ. Le rite funéraire de ces peuplades consistait à incinérer le ou les défunts sur un bûcher, de recueillir les cendres dans de petits gobelets en céramique biconique à haut col, de placer ces gobelets dans un autre vase biconique plus grand, de couvrir ce dernier d'un couvercle puis de l'enfouir en pleine terre. On pouvait ainsi trouver plusieurs vases de toutes tailles dans une même sépulture.

## Politique et administration

### Liste des maires
| Période                                  | Période          | Identité         | Étiquette | Qualité                                           |
| ---------------------------------------- | ---------------- | ---------------- | --------- | ------------------------------------------------- |
| Les données manquantes sont à compléter. |                  |                  |           |                                                   |
| 1790                                     | 1792             | Michel Ohl       |           | Cultivateur                                       |
| 1792                                     | 1793             | Charles Loyson   |           | Procureur du Roi                                  |
| 1793                                     | 1800             | Antoine Kieffer  |           | Cultivateur                                       |
| 1800                                     | 1808             | Michel Schnepp   |           | Cultivateur                                       |
| 1808                                     | 1813             | Philippe Amann   |           | Notaire                                           |
| 1813                                     | 1816             | Georges Holzmann |           | Cultivateur                                       |
| 1816                                     | 1821             | Joseph Amann     |           | Cultivateur                                       |
| 1821                                     | 1826             | Nicolas Grasser  |           | Cultivateur                                       |
| 1826                                     | 1848             | Michel Schmitt   |           | Cultivateur                                       |
| 1848                                     | 1853             | Joseph Grass     |           | Cultivateur                                       |
| 1853                                     | 1855             | Ignace Amann     |           | Cultivateur                                       |
| 1855                                     | 1860             | Nicolas Schmitt  |           | Cultivateur                                       |
| 1860                                     | 1882             | Anton Kraenner   |           | Cultivateur                                       |
| 1882                                     | 1886             | Laurent Kraenner |           | Cultivateur                                       |
| 1886                                     | 1891             | Leo Kraenner     |           | Cultivateur                                       |
| 1891                                     | 1896             | Peter Hinker     |           | Cultivateur                                       |
| 1896                                     | 1918             | Michel Kraenner  |           | Cultivateur                                       |
| 1918                                     | 1920             | Laurent Ganzer   |           | Cultivateur                                       |
| 1920                                     | 1929             | Joseph Adam      |           | Cultivateur                                       |
| 1929                                     | 1934             | Laurent Kraenner |           | Cultivateur                                       |
| 1934                                     | 1942             | Adolphe Pfister  |           | Cultivateur                                       |
| 1942                                     | 1971             | Ernest Bieth     |           | Meunier / restaurateur                            |
| 1971                                     | 1995             | Jean-Paul Bieth  |           | Instituteur                                       |
| 1995                                     | 31 décembre 2015 | Bernard Freund   | DVD       | Secrétaire Président de la Communauté de communes |

## Population et société

### Démographie
L'évolution du nombre d'habitants est connue à travers les recensements de la population effectués dans la commune depuis 1793. À partir du 1er janvier 2009, les populations légales des communes sont publiées annuellement dans le cadre d'un recensement qui repose désormais sur une collecte d'information annuelle, concernant successivement tous les territoires communaux au cours d'une période de cinq ans. 
Pour les communes de moins de 10 000 habitants, une enquête de recensement portant sur toute la population est réalisée tous les cinq ans, les populations légales des années intermédiaires étant quant à elles estimées par interpolation ou extrapolation. Pour la commune, le premier recensement exhaustif entrant dans le cadre du nouveau dispositif a été réalisé en 2004,.
En 2013, la commune comptait 1 173 habitants, en évolution de +1,21 % par rapport à 2008 (Bas-Rhin : +1,68 %, France hors Mayotte : +2,49 %).
| 1793 | 1800 | 1806  | 1821  | 1831  | 1836  | 1841  | 1846  | 1851  |
| ---- | ---- | ----- | ----- | ----- | ----- | ----- | ----- | ----- |
| 910  | 676  | 1 045 | 1 330 | 1 379 | 1 460 | 1 316 | 1 351 | 1 316 |

| 1856  | 1861  | 1866  | 1871  | 1875  | 1880  | 1885  | 1890  | 1895  |
| ----- | ----- | ----- | ----- | ----- | ----- | ----- | ----- | ----- |
| 1 284 | 1 339 | 1 352 | 1 370 | 1 337 | 1 344 | 1 338 | 1 263 | 1 231 |

| 1900  | 1905  | 1910  | 1921  | 1926  | 1931 | 1936  | 1946 | 1954 |
| ----- | ----- | ----- | ----- | ----- | ---- | ----- | ---- | ---- |
| 1 159 | 1 136 | 1 098 | 1 003 | 1 001 | 985  | 1 006 | 960  | 845  |

| 1962 | 1968 | 1975 | 1982  | 1990  | 1999  | 2004  | 2009  | 2013  |
| ---- | ---- | ---- | ----- | ----- | ----- | ----- | ----- | ----- |
| 852  | 829  | 873  | 1 006 | 1 012 | 1 046 | 1 105 | 1 176 | 1 173 |

## Culture locale et patrimoine

### Lieux et monuments
- Église Saint-Nicolas : la tour-clocher du XIIIe siècle avec toit en bâtière abritait le chœur des deux premières églises. Nouveau chœur et nef construits en 1768 et bénédiction du gros-œuvre par le chanoine Jean-Georges Loyson (petit-fils de Jean Loyson) le 27 décembre 1768.

- Orgue de 1782 par le facteur Nicolas Tollay. C'est le seul orgue alsacien provenant de ce facteur d'orgue lorrain, ce qui fait sa célébrité régionale.

- Synagogue de 1875.

- Mairie de 1790 avec étage à colombage et toit à la Mansart.

- Monument aux morts inauguré le 11 juillet 1920.

- Vierge à l'Enfant (année 2004), sculpture en grès des Vosges de Christian Fuchs de Niederhaslach.

- Croix du Christ érigée en 1950 et restaurée en mai 2009. Elle domine le village à l'ouest, sur la  colline du Reinhardsberg.

- Le sentier du Houblon attire tous les étés des touristes qui viennent découvrir les houblonnières.

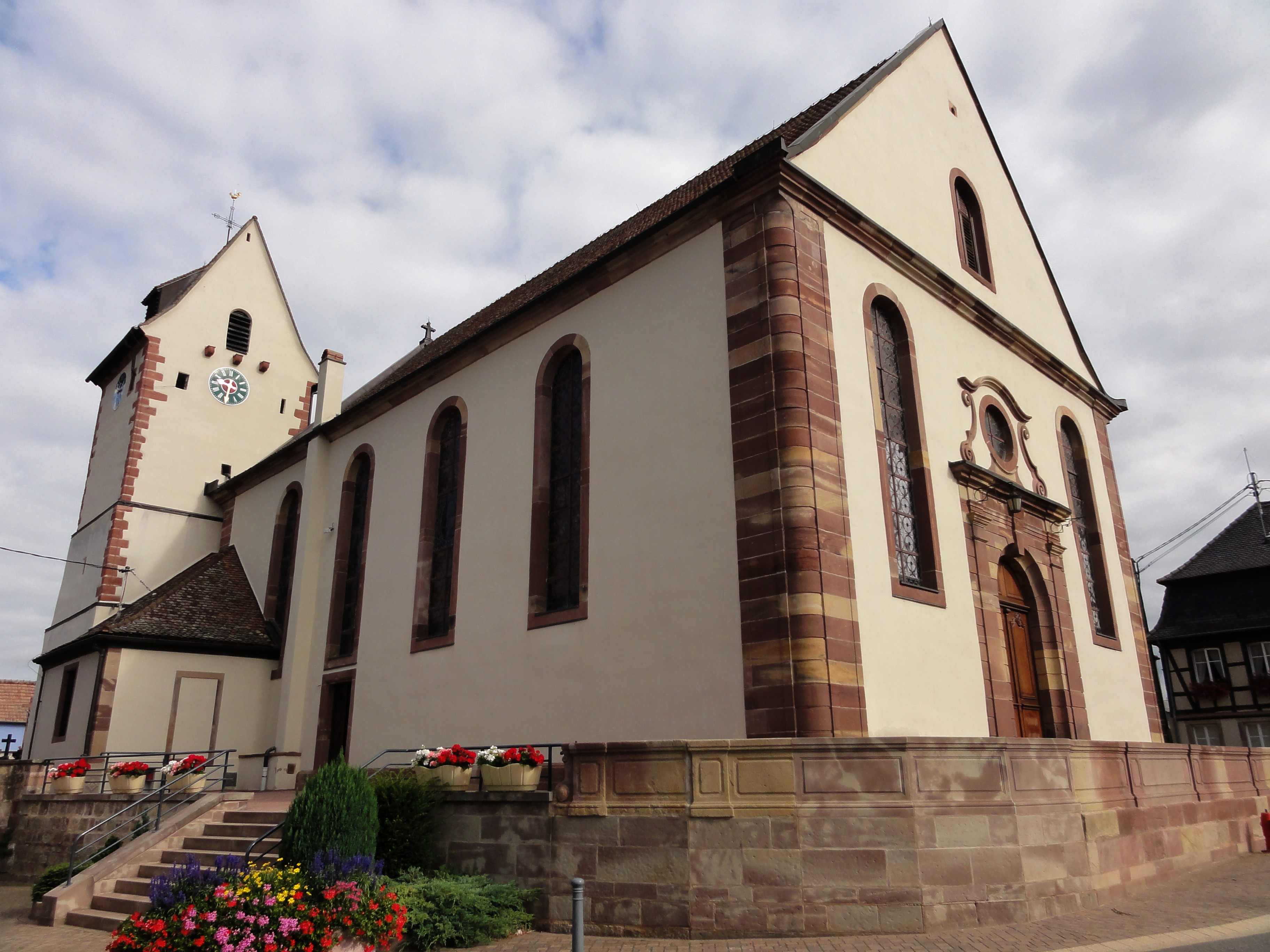
Église Saint-Nicolas.
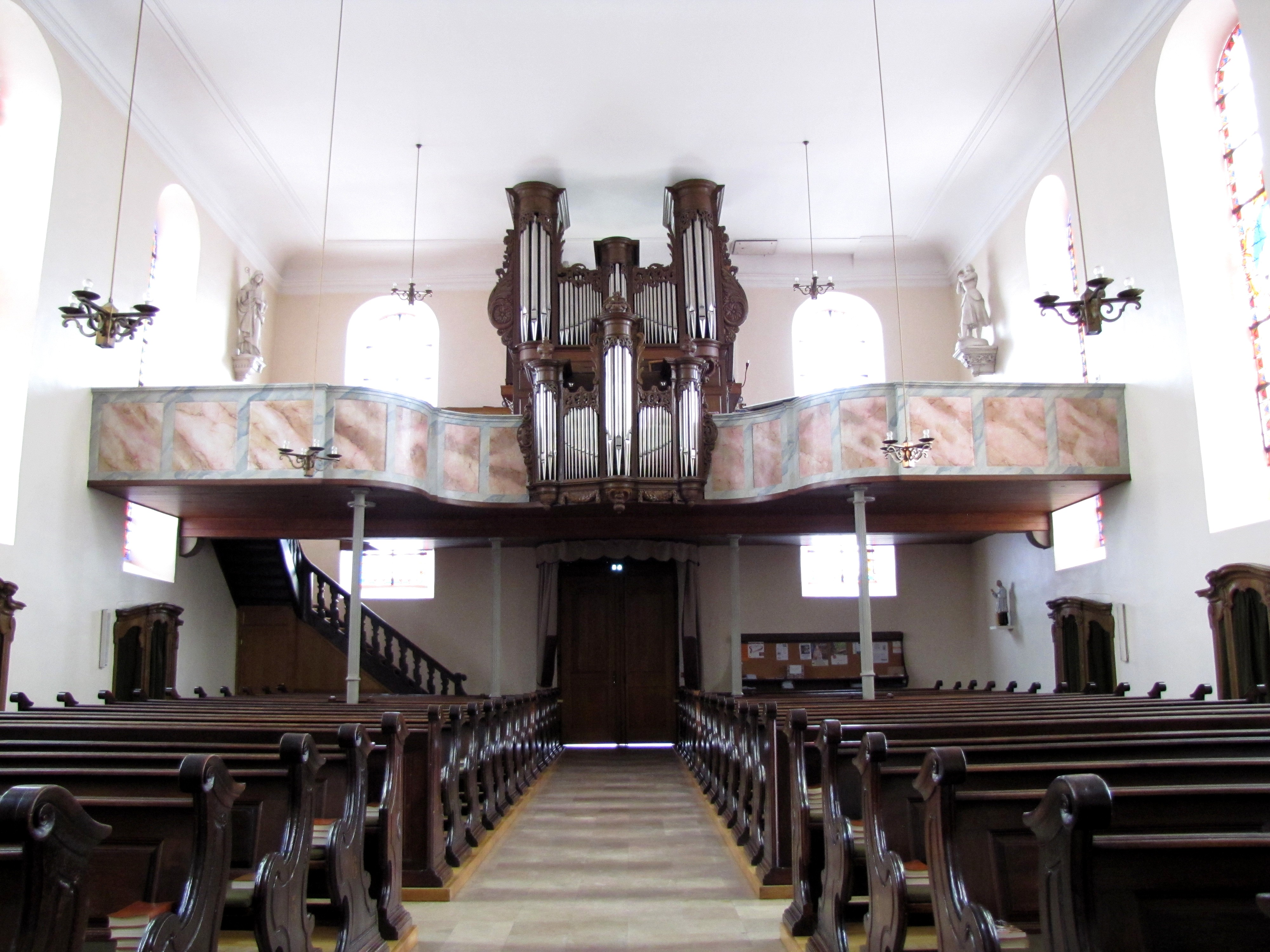
Vue intérieure de la nef vers la tribune de l'orgue Tollay (1782).
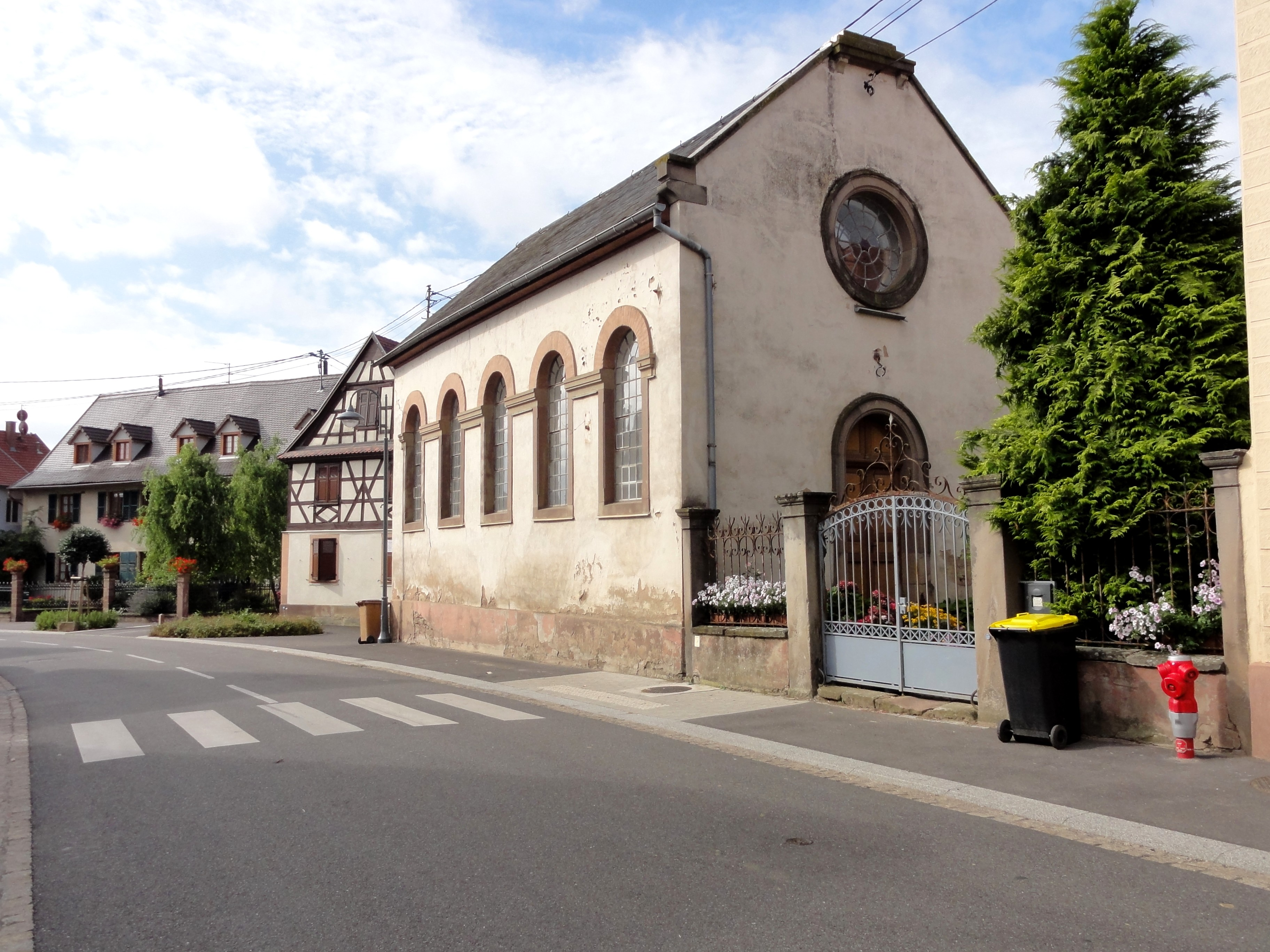
Synagogue (1875).
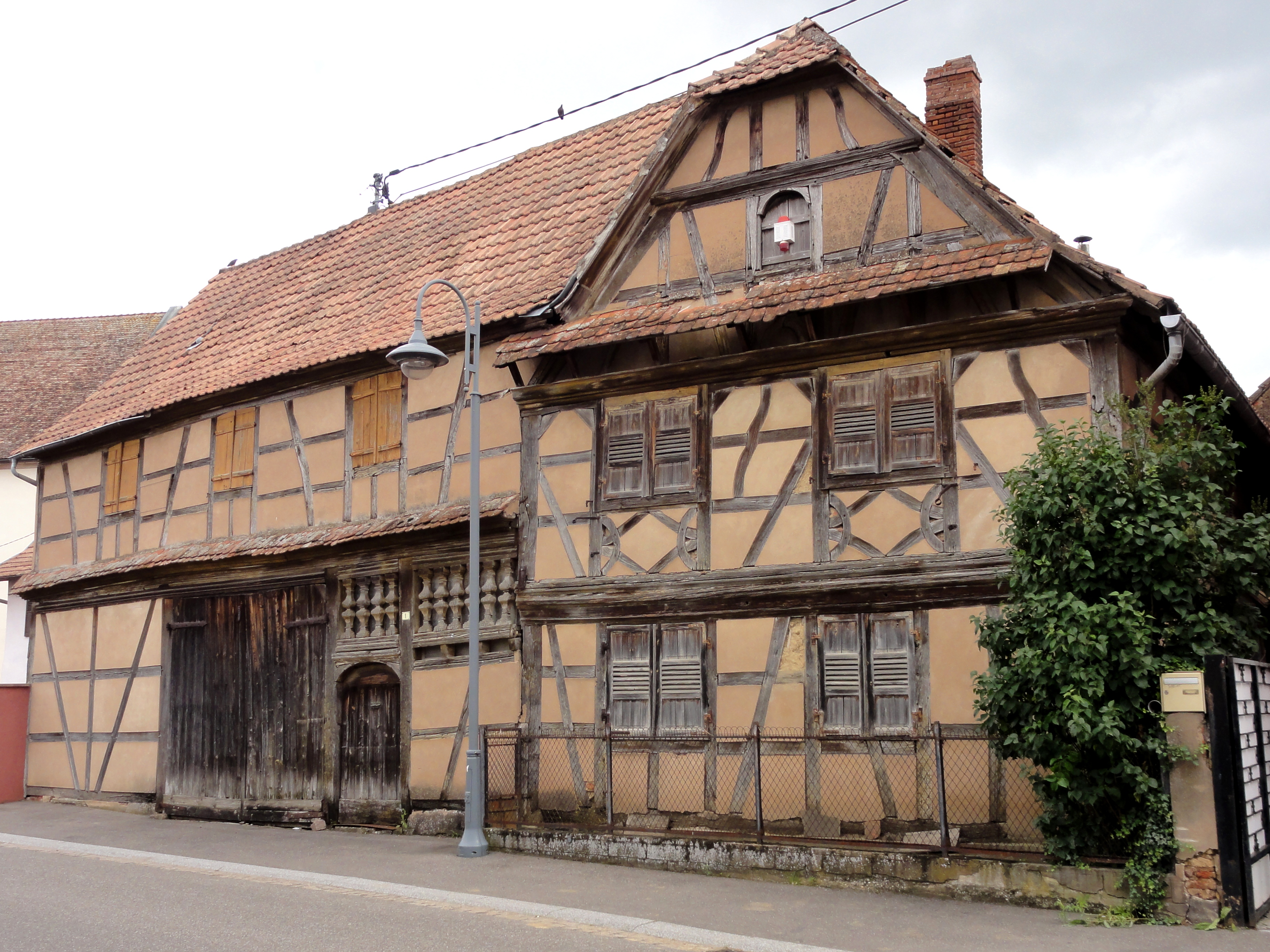
Ferme (XVIIIe), 1 rue de la Victoire.

### Personnalités liées à la commune
- Alain Bashung a passé les premières années de sa jeunesse dans la ferme dite « 's Baschungs » chez sa grand-mère adoptive (côté paternel) Élisabeth Battenstein, née le 26 mars 1897 à Düsseldorf.

### Héraldique
| Blason de Wingersheim | Blason  | D'azur aux trois besants d'or. |
| Blason de Wingersheim | Détails |                                |